# 電化deシェフ
『電化deシェフ』（でんかでシェフ）は、2000年代中盤から後半にかけてTVQで放送されていた料理番組である。2005年4月から同年9月まで第1期、2006年4月から2009年3月31日まで第2期が放送された。九州電力の一社提供番組。

## 内容
福岡県内の名店のシェフが家庭でも簡単に作ることができる料理を紹介した。番組での調理では、スポンサーである九州電力が販売している電磁調理器が使用された。また、番組では電磁調理器の利便性についての紹介も行われた。
2009年3月31日をもって6か月の一時中断を含む4年間の放送を終了した。同年4月からは後継番組『あかりSTORY』の放送が開始された。

## 放送時間
- 火曜日 21:55 - 22:00(JST)

## 出演者
- 義山望 - TVQアナウンサー（当時）
- 福岡の名店のシェフ（月替わり）

## 収録場所
- イリス福岡（IMS天神6階）
- イリス北九州（リバーウォーク北九州5階）

イリスは九州電力の展示ショールームで、施設にはオール電化調理システムを備えたクッキングスタジオが併設されている。また、収録場所については出演するシェフの店の所在地に応じて決定された。